# Jakob Seisenegger

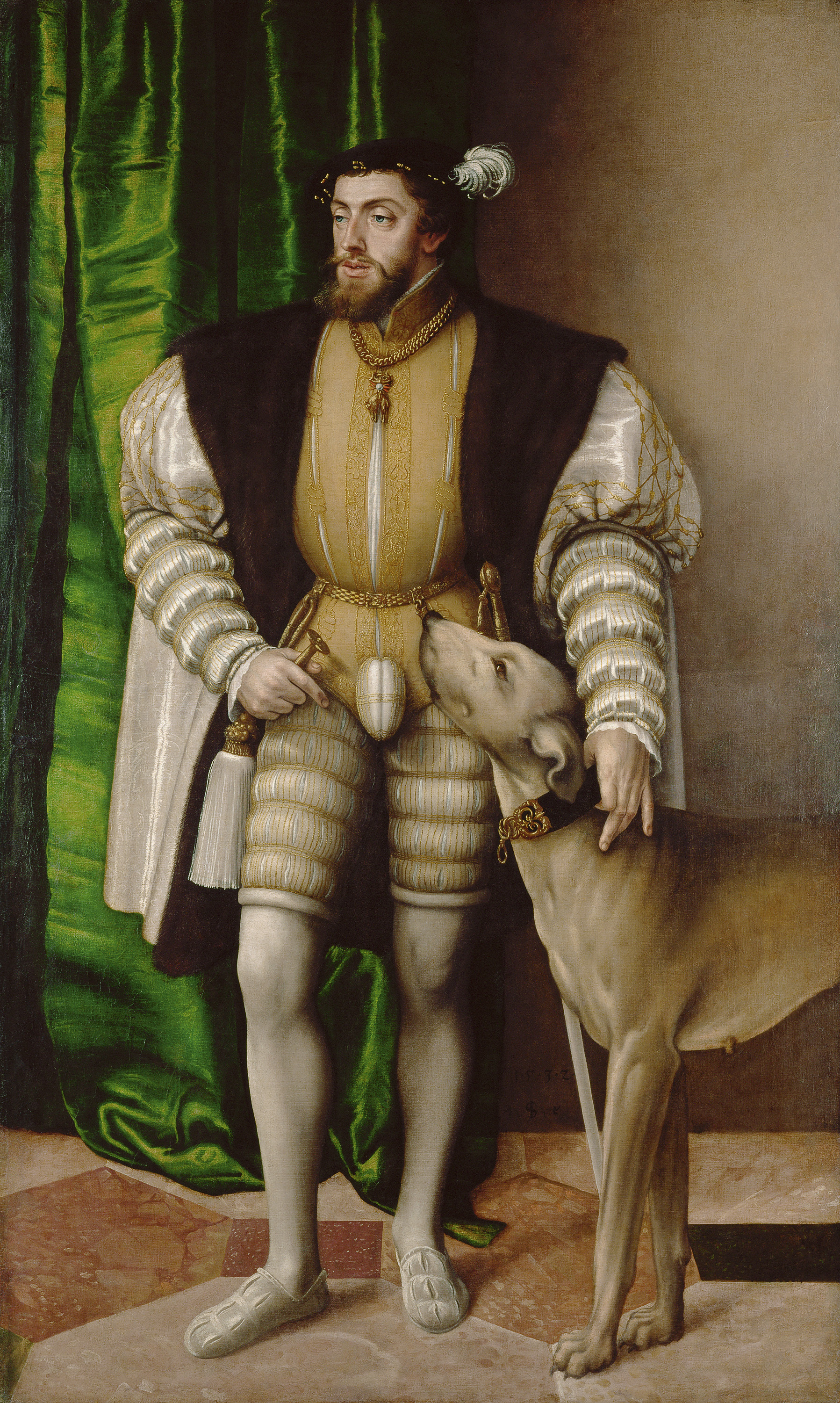
„Kaiser Karl V mit Hund“ (1532)

Jakob Seisenegger (* 1505; † 1567 in Linz) war ein deutscher Maler.

## Leben
Seiseneggers erstmaliges dokumentiertes Auftreten fiel in das Jahr 1530, als er während des Reichstags zu Augsburg neben weiteren Gemälden im Auftrag des Erzherzogs Ferdinand I. ein erstes Porträt seines älteren Bruders Kaiser Karl V. anfertigte, ein Bild, das heute als verschollen gilt.
1531 wurde Seisenegger durch den nunmehrigen Römisch-deutschen König Ferdinand I. zum Hofmaler ernannt und schließlich nach der Krönung Ferdinands zum Kaiser des Heiligen Römischen Reichs 1558 in den Adelsstand erhoben.
Nachdem er über viele Jahre hinweg an verschiedenen Orten Mitteleuropas wirkte, bezog er 1549 erstmals einen festen Wohnsitz in Wien. Ab 1561 lebte Seisenegger in Linz, wo er schließlich geplagt durch zunehmenden Verlust seiner Sehkraft gegen Ende 1567 verstarb.
Eines seiner bedeutendsten Werke ist das Gemälde Kaiser Karl V. mit Hund, signiert und mit 1532 datiert. Das heute im Kunsthistorischen Museum in Wien ausgestellte Bild in Öl auf Leinwand entstand in Bologna und begründete Seiseneggers Ruf als Schöpfer des habsburgischen Repräsentationsbildnisses in ganzer Figur. Er schuf damit ein vielfach nachgeahmtes Muster, das unter anderen Tizian für sein eigenes, berühmteres Bildnis Karls V. (heute im Museo del Prado in Madrid) als Vorlage diente.
Im Jahr 1953 wurde in Wien-Donaustadt (22. Bezirk) die Seiseneggergasse nach ihm benannt.